# Lise Tautin
Lise Tautin, nome d'arte di Louise Emélie Victorine Vaissière (Yvetot, 31 gennaio 1834 – Bologna, maggio 1874), è stata un soprano francese.

## Carriera
Figlia di un pittore ed attore del Théâtre du Palais-Royal, debuttò molto giovane dapprima in provincia e successivamente al Teatro Vaudeville di Bruxelles nel 1850. Ma fu a Lione che venne notata da Jacques Offenbach che la ingaggiò per il suo Théâtre des Bouffes-Parisiens nel 1857, insieme a suo padre. Soprano di grande agilità, interpretò qui i grandi ruoli femminili del compositore: Aspasia in Une demoiselle en loterie e Fanchette in Le Mariage aux lanternes nel 1857, Croûte-au-pot nelle Mesdames de la Halle e Minette in La Chatte métamorphosée en femme nel 1858, Rosita in Un mari à la porte, Gracioso e Isoline in Geneviève de Brabant nel 1859, Constantine, i Bouffes, la terza Geneviève e il Diapason in Le Carnaval des revues nel 1860, Catarina Cornarini in Le Pont des Soupirs e Ernestine in Monsieur Choufleuri nel 1861, ma è nel ruolo di Euridice nell'Orfeo all'inferno che conobbe il suo più grande successo.
Entrò quindi al Théâtre des Variétés nel 1862, dove cantò alla prima di La Boîte au lait di Jules Noriac e Eugène Grangé (che Offenbach metterà in musica nel 1876) e poi sostituì Hortense Schneider in La bella Elena e ne La Grande-Duchesse de Gerolstein di Offenbach.  Stanca di condividere i ruoli, tornò ai Bouffes nel 1865 per la prima di Les Bergers e la ripresa dell'Orfeo all'inferno, prima di raggiungere nuovamente il Varieté nel 1867 dove interpretò nuovamente il ruolo di Caterina nella nuova versione del Ponte dei sospiri.
Intraprese nel 1869 un tour che la portò da San Pietroburgo a Buenos Aires, ma a Costantinopoli contrasse una malattia infettiva e morì nel viaggio di ritorno, a Bologna.